# Fotohof
Fotohof je rakouská galerie umění a vydavatelství se zaměřením na současnou výtvarnou fotografii. Zřídilo je v roce 1981 neziskové sdružení Verein zur Förderung der Autorenfotografie. Prvním vystavujícím byl Fritz Macho. Původně instituce sídlila v centru města, v roce 2012 se přestěhovala do nové budovy na náměstí Inge Morathové v Salcburku (městská část Lehen), kterou navrhl architektonický tým transparadiso. Koná se zde okolo deseti výstav za rok, vedle rakouských umělců poskytuje také prostor tematické prezentaci polské, litevské nebo slovinské fotografie. Od roku 1990 vydává Fotohof ve spolupráci se salcburským nakladatelstvím Otto Müller Verlag edici fotografických publikací, kterou řídí Kurt Kaindl. V roce 2014 byl zřízen archiv Fotohofu, dokumentující práci rakouských fotografů jako např. Gerti Deutsch, Heinz Cibulka nebo Werner Schnelle. Fotohof nabízí také vzdělávací programy, spolupracoval mj. se soukromou vysokou školou Salzburg College. V jeho areálu se nachází artotéka a knihovna odborné literatury s přibližně deseti tisíci tituly.